# Chlorophorus jendeki
Chlorophorus jendeki är en skalbaggsart som beskrevs av Holzschuh 1992. Chlorophorus jendeki ingår i släktet Chlorophorus och familjen långhorningar. Inga underarter finns listade i Catalogue of Life.